# The Franz Kafka Videogame
The Franz Kafka Videogame è un'avventura grafica indie ispirata agli scritti di Franz Kafka. È stato sviluppato da Denis Galanin.

## Trama
Il protagonista di nome K. ottiene un'improvvisa offerta di lavoro. E questo evento cambia la sua vita, costringendolo a fare un viaggio lontano. Con sua sorpresa, il mondo al di fuori della sua patria sembra non essere normale come avrebbe pensato.

## Modalità di gioco
Il giocatore interagisce con il mondo con una semplice interfaccia punta e clicca. L'obiettivo di The Franz Kafka Videogame è risolvere una serie di enigmi e rompicapi. I puzzle sono collegati in sequenza, formando una storia di avventura complessa. Il gioco non contiene inventario e la risoluzione dei puzzle consiste principalmente nel fare clic sugli elementi sullo schermo nell'ordine corretto. Risolvere un puzzle trasferirà immediatamente il personaggio interpretato alla schermata successiva.

## Lingue
Il gioco è tradotto in 14 lingue: inglese, russo, francese, italiano, tedesco, spagnolo, portoghese-brasiliano, cinese semplificato, giapponese, coreano, polacco, ceco, turco e ucraino.

## Sviluppo
The Franz Kafka Videogame è stato sviluppato per un periodo di 2 anni e mezzo da Denis Galanin.

## Accoglienza
| Testata                          | Versione | Giudizio |
| -------------------------------- | -------- | -------- |
| Metacritic (media al 27-12-2019) | PC       | 64/100   |
| Riot Pixels                      | -        | 80/100   |
| Adventure Gamers                 | -        | 2.5/5    |
| Digitally Downloaded             | -        | 3.5/5    |

Sul sito web Metacritic, il gioco è stato votato 64 su 100, indicando un'accoglienza "altalenante o mista." La critica ne ha apprezzato la grafica, ma criticato la bassa longevita e gli enigmi confusi. Riot Pixels lo ha ritenuto "un bell'incubo, morbido e viola come A-minor." Renata Ntelia di Adventure Gamers lo ha ritenuto "un gioco a enigmi piacevole che evoca una leggera nostalgia per chi conosce l'omonima opera," ma anche che "il suo gameplay limitato alla fine offre soltanto un paio d'ore di diversivo surreale, al massimo." Harvard L. di Digitally Downloaded lo ha chiamato "un gioco spesso confondente e ripetitivo, ma se la cava mantenendosi fedele al suo materiale originale".

## Riconoscimenti
- «Game Of The Day» — Apple App Store[5]
- «Game Of The Year» — Intel® Level Up 2015[6] (giudici: Chris Avellone, Tim Schafer, Chris Taylor, Kate Edwards, Rami Ismail, ecc.)
- «Best Adventure/RPG» — Intel® Level Up 2015[6]
- «Best Song/Score – Mobile Video Game» — The Hollywood Music in Media Awards 2017[7]
- #4 in list of «Best Adventure Games» — Riot Top 2017[8]
- «The 20 Best iOS Games of 2017» — AppTime[9]
- «The 10 Unexpectedly Good Games of 2017» — GSTV[10]
- «The 10 Good Russian Indie Games» — Futurist[11]
- «App Of The Month» — The German Academy For Kids' And Young Adults' Literature[12]
- Nomination per il 14 ° International Gaming Awards[13]
- Nomination al "Miglior gioco per PC" - TOMMI Award 2017